# Canton de Brive-la-Gaillarde-Nord-Ouest
Pour les articles homonymes, voir Canton de Brive-la-Gaillarde (homonymie).
Le canton de Brive-la-Gaillarde-Nord-Ouest est une ancienne division administrative française située dans le département de la Corrèze, en région Limousin. 

## Histoire
Le canton de Brive-la-Gaillarde-Nord-Ouest est issu de la partition en 1982 du canton de Brive-la-Gaillarde-Nord.
Il comportait les quartiers de Rivet et Tujac.

### Redécoupage cantonal de 2014-2015
Par décret du 24 février 2014, le nombre de cantons du département passe de 37 à 19, avec mise en application aux élections départementales de mars 2015. Le canton de Brive-la-Gaillarde-Nord-Ouest est supprimé à cette occasion, la ville étant alors divisée en quatre nouveaux cantons (cantons de Brive-la-Gaillarde-1 à -4).

## Géographie
Ce canton faisait partie de la commune de Brive-la-Gaillarde dans l'arrondissement de Brive-la-Gaillarde. Son altitude variait de 102 m à 315 m pour une altitude moyenne de 142 m.

## Administration
Michel Da Cunha du PS a été élu conseiller général le dimanche 25 mai 2008 avec plus de 72 % des voix. Il succède ainsi à Philippe Nauche, touché par le cumul des mandats après son élection à la mairie de Brive-la-Gaillarde en mars 2008.
| Période | Période          | Identité             | Étiquette | Qualité |
| ------- | ---------------- | -------------------- | --------- | --- |
| 1982    | 1992             | Jean-Claude Cassaing | PS        | Maître-assistant Député (1981-1988), conseiller municipal de Brive-la-Gaillarde (1983-1995) Conseiller régional du Limousin (1981-2003)            |
| 1992    | 1998             | Jean-Michel Delsart  | UDF       | Juge prudhommal Adjoint au maire de Brive-la-Gaillarde (1989-1995)                                                                                 |
| 1998    | 2008 (démission) | Philippe Nauche      | PS        | Médecin hospitalier Député 1997-2002 et depuis 2007 Maire de Brive-la-Gaillarde (2008-2014) Président de la communauté d'agglomération (2008-2014) |
| 2008    | 2015             | Michel Da Cunha      | PS        | Directeur-adjoint d'hôpital Adjoint au maire de Brive-la-Gaillarde (2008-2014) Élu en 2015 dans le canton de Brive-la-Gaillarde-1                  |

### Élection cantonale partielle des 18 et 25 mai 2008
- Michel Da Cunha (PS) (suppléante : Line-Rose Mazaudoux (PCF)
- Marie Findeling (UMP) (suppléant : Ali Güven (UMP)
- Françoise Moreau (FN)
- Sylviane Vérité (Les Verts)

Au premier tour le 18 mai 2008, Michel Da Cunha (PS) a recueilli 63,48 % des voix, Marie Findeling (UMP) 27,22 %, Françoise Moreau (FN) 6,21 % et Sylviane Vérité (Les Verts) 3,08 %. La faible participation de 31,91 % n'a pas permis l'élection dès le premier tour de Michel Da Cunha (PS), qui n'a pas atteint 25 % des inscrits. 
Lors du second tour le 25 mai 2008, Michel Da Cunha (PS) et sa suppléante Line-Rose Mazaudoux (PCF) l'ont emporté largement avec 72,09 % des voix contre 27,91 pour Marie Findeling (UMP) et son suppléant Ali Güven (UMP), avec une participation de 31,56 %.

### Élections cantonales des 21 et 28 mars 2004
Source : Ministère de l'Intérieur, de l'Outre-mer et des Collectivités territoriales
1er tour
- Philippe Nauche (PS) - 44,59 %
- Guy Auger (UMP) - 24,54 %
- Jean-Pierre Nadin (UDF) - 5,31 %
- Raymond Feral (FN) - 12,96 %
- Ahmed Menasri (Les Verts) - 6,17 %
- Francisco Ponce-Macias (PCF) - 6,43 %

2e tour
- Philippe Nauche (PS) - 62,24 % - Élu
- Guy Auger (UMP) - 37,76 %

## Composition
Le canton de Brive-la-Gaillarde-Nord-Ouest se composait uniquement d’une fraction de la commune de Brive-la-Gaillarde. Il comptait 10 123 habitants (population municipale) au 1er janvier 2012.
| Nom                            | Code Insee | Intercommunalité      | Population (dernière pop. légale)               |
| ------------------------------ | ---------- | --------------------- | ----------------------------------------------- |
| Brive-la-Gaillarde (chef-lieu) | 19031      | CA du Bassin de Brive | Fraction : 10 123(2012) Commune : 46 961 (2014) |

## Démographie
| 1982 | 1990   | 1999   | 2006   | 2011   | 2012   |
| ---- | ------ | ------ | ------ | ------ | ------ |
| -    | 12 050 | 11 370 | 11 174 | 10 212 | 10 123 |